# Gusztáv komplexusa
A Gusztáv komplexusa a Gusztáv című rajzfilmsorozat negyedik évadjának negyedik része.

## Rövid tartalom
Gusztáv kisebbrendűségi érzéstől szenved. A pszichiátertől olyan szemüveget kap, amelyen keresztül mindenkit meztelenül lát, s ez jókedvre deríti…

## Alkotók
- Rendezte: Jankovics Marcell, Jenkovszky Iván, Nepp József
- Írta: Jankovics Marcell, Nepp József
- Dramaturg: Lehel Judit
- Zenéjét szerezte: Deák Tamás
- Operatőr: Klausz András
- Kamera: Janotyik Frigyes, Losonczy Árpád
- Hangmérnök: Bársony Péter
- Vágó: Czipauer János
- Tervezte: Jenkoviszky Iván
- Háttér: Szoboszlay Péter
- Képterv: Kovács István
- Rajzolták: Németh Mária, Kiss Ili
- Színes technika: Kun Irén
- Gyártásvezető: Doroghy Judit
- Produkciós vezető: Imre István

A Magyar Televízió megbízásából a Pannónia Filmstúdió készítette.

## Érdekességek
A bánatos Gusztáv egy orvoshóz fordul, aki egy cameo szereplő, Dr. Bubóra utal.